# Hasodima
Hasodima is een geslacht van vlinders van de familie spanners (Geometridae), uit de onderfamilie Ennominae.

## Soorten
- H. elegans Butler, 1882
- H. melanoglyphica Dognin, 1913